# Au bout du monde (film, 2019)
Pour les articles homonymes, voir Au bout du monde et To the Ends of the Earth.
Pour plus de détails, voir Fiche technique et Distribution.
Au bout du monde (旅のおわり世界のはじまり, Tabi no owari sekai no hajimari) est un film japonais réalisé par Kiyoshi Kurosawa, sorti en 2019.

## Synopsis
Une équipe de tournage japonaise filme un documentaire sur l'Ouzbékistan. Yoko, la présentatrice, est mise à mal par la découverte d'une culture avec laquelle elle ne peut entrer en contact, malgré son envie et sa bonne volonté. Son équipe la considère peu, la mettant en scène sans égards pour ses états d'âme. Tamur, l'interprète, lui permettra de se sortir de situations parfois difficiles.

## Fiche technique
- Titre français : Au bout du monde
- Titre original : 旅のおわり世界のはじまり (Tabi no owari sekai no hajimari?)
- Titre international : To the Ends of the Earth
- Réalisation et scénario  : Kiyoshi Kurosawa
- Photographie : Akiko Ashizawa
- Montage : Kōichi Takahashi
- Musique : Yūsuke Hayashi
- Sociétés de production : Loaded Films, Tokyo Theatres Co., Inc.
- Sociétés de co-production : King Records, National Agency Uzbekkino, Hakuhodo DY Holdings, Asahi Shinbun, TBS Radio, Doha Film Institute
- Pays d'origine :  Japon,  Ouzbékistan et  Qatar[1]
- Langue originale : japonais
- Distribution : Eurozoom
- Format : couleurs - 35 mm
- Genre : drame
- Durée : 120 minutes
- Dates de sortie :
  - Japon : 14 juin 2019[2]
  - Suisse : 17 juillet 2019 (film de clôture du festival de Locarno)[3],[4]
  - France : 23 octobre 2019

## Distribution
- Ryō Kase : Iwao
- Shōta Sometani : Yoshioka
- Atsuko Maeda : Yoko
- Tokio Emoto (en) : Sasaki
- Adiz Rajabov : Temur

## Critiques
Le film reçoit de plutôt bonnes critiques par la presse, il a une moyenne de 3,5/5 sur Allociné.
Libération est très emballé par ce film et dit que « Kiyoshi Kurosawa s’amuse avec ce sujet aussi minimaliste que déconcertant et signe un pur film de mise en scène. ».
Le Parisien est en demi-teinte et trouve que « ce joli film du grand cinéaste japonais Kiyoshi Kurosawa oscille entre moments douloureux et scènes lumineuses, même si des longueurs et un propos parfois hermétique nuisent un peu à l'ensemble. ».